# Verband Spedition und Logistik Nordrhein-Westfalen
Der Verband Spedition und Logistik Nordrhein-Westfalen e. V. (VSL NRW e. V.) mit Sitz in Düsseldorf ist ein Berufs- und Arbeitgeberverband der Spediteure in Nordrhein-Westfalen. Er ist dem Deutschen Speditions- und Logistikverband und dem Europäischen Verbindungskomitee des Speditions- und Lagereierwerbs angeschlossen. Weiterhin arbeiten nordrhein-westfälische Speditionsvertreter in Gremien des Weltspediteurverbandes FIATA und der Internationalen Handelskammer in Paris mit.

## Tätigkeit
Der Verband wurde im Jahre 1946 gegründet und vertritt durch seine Geschäftsstelle die Interessen des nordrhein-westfälischen Speditionsgewerbes gegenüber Kommunen und Behörden auf Landesebene. Die Interessenvertretung bezieht sich auf relevante Ländergesetze und sonstige Ländervorschriften in Fragen des Güterkraftverkehrs, der Häfen, des Umweltrechts, regionaler zollamtlicher Regelungen, der Steuern, örtlicher Entgeltregelungen und Polizeianordnungen. Darüber hinaus steht die Geschäftsstelle den Behörden beratend zur Seite.
Der Verein will Einfluss nehmen auf und über die städtische Verwaltung im Bezug auf in Planung befindliche Bundesgesetze und -verordnungen sowie die örtliche Auslegung bestehender bundesweiter gesetzlicher Regelungen, Bebauungspläne und verkehrsregelnde Maßnahmen. Der VSL NRW e.V. ist durch Ehrenamtsträger in Gremien der Industrie- und Handelskammern vertreten.
Der Verein unterstützt die klassische duale Berufsausbildung und arbeitet mit den Industrie- und Handelskammern sowie den Berufsschulen in Fragen der Berufsausbildung zusammen und wirkt in Prüfungsangelegenheiten mit. Des Weiteren will der VSL NRW e.V. junge Menschen für den Ausbildungsberuf des Kaufmann/-frau für Spedition und Logistikdienstleistungen interessieren und hält Kontakt zu den Berufsberatungsstellen. Ausbildungsbetriebe und ausbildungswillige junge Leute erhalten Informationen und Beratung zu Fragen der Ausbildung. Aufgrund des erheblichen Weiterbildungsbedürfnisses hat der VSL NRW e.V. die Logistik Akademie Nordrhein-Westfalen gegründet.
Der VSL NRW e.V. schließt über eine Vereinigung von Arbeitgeberverbänden Lohn-, Gehalts und Manteltarifverträge mit den zuständigen Gewerkschaften ab. Er sorgt für eine Vertretung seiner Mitgliedsfirmen bei Arbeits- und Sozialprozessen. Mit den Berufsgenossenschaften, Krankenkassen, Versicherungsanstalten, Handelsgerichten und anderen Organisationen arbeitet der VSL NRW e.V. zusammen. Mitgliedsfirmen werden über arbeits- und sozialrechtliche Fragen informiert und individuell beraten.

## Mitgliedschaft
Die Mitgliedschaft in dem Verband ist freiwillig und steht Unternehmern offen, die in einem der Verkehrszweige Kombinierter Verkehr, Eisenbahnspedition, Binnenschiffahrtspedition, Hafenwirtschaft, Kraftwagenspedition, Systemverkehre, KEP-Dienste, Luftfrachtspedition und/oder See- und Projektspedition tätig sind und in Nordrhein-Westfalen seinen Sitz, seine Niederlassung oder Betriebsstätte haben. Natürliche oder juristische Personen, die nicht in einem der genannten Verkehrszweige und nicht gewerbepolitisch tätig sind, die aber die Ziele des Verbandes unterstützen, können die Mitgliedschaft ohne Stimmrecht erwerben (fördernde Mitglieder).